# Michael Beinhorn
Pour les articles homonymes, voir Beinhorn.
Michael Beinhorn est un musicien et producteur américain. Il commence sa carrière musicale en 1979 comme claviériste au sein du groupe Material. Son premier travail de production est effectué avec Herbie Hancock. 
Il produit par la suite de nombreux groupes comme les Red Hot Chili Peppers, Deadline, Aerosmith, Ozzy Osbourne, Soundgarden, Marilyn Manson, Korn ou encore The Blizzards.

### Référence
1. ↑  (en) « Bio » (consulté le 30 mai 2013)